# Код 8
«Код 8» — канадський науково-фантастичний бойовик 2019 року, написаний і знятий Джеффом Чаном. Фільм є повнометражною версією однойменного короткометражного фільму 2016 року.

## Про фільм
Події розгортаються в альтернативній реальності, де кілька відсотків населення планети мають надздібності, що надає можливість читати думки, керувати електрикою — або навіть виліковувати смертельні рани. Незважаючи на ці можливості, вони піддаються дискримінації з боку уряду, який бачить у надлюдях загрозу своїй владі.
Головного героя звати Коннор Рід. Він здатний концентрувати в собі потужну енергію, але змушений приховувати здібності заради власної безпеки. Коннор піклується про хвору матір, тому потребує грошей. Можливість непогано заробити у нього з'являється, коли до Коннора звертається Гаррет — злочинець, який працює на найвпливовішого наркобарона Лінкольн-Сіті.
Досить проста справа незабаром виходить з-під контролю і Коннору доводиться кинути виклик усій поліції свого міста.

## Знімались
| Актор                  | Роль              |
| ---------------------- | ----------------- |
| Роббі Амелл            | Коннор Рід        |
| Стівен Амелл           | Гаррет Келтон     |
| Санґ Канґ              | офіцер Алекс Парк |
| Кері Матчетт           | Мері Рід          |
| Ґреґ Брик              | Маркус Саткліфф   |
| Аарон Абрамс           | офіцер Девіс      |
| Лейсла Де Олівейра     | Медді             |
| Шон Бенсон             | Діксон            |
| Алекс Малларі молодший | Рейнер            |

## [1]Джерела
- РіпакТВ
- УА-кіно
- Code 8

1. ↑  Код 8. ripak.tv.